# Litex Motors
Litex Motors — болгарская автомобилестроительная компания, национальный представитель китайской автомобилестроительной компании Great Wall Motors, занимающаяся производством и выпуском китайских автомобилей этой марки, а также иных легковых автомобилей, мотоциклов, велосипедов и прочего колёсного транспорта; закупкой автозапчастей, топлива, масел и прочих принадлежностей; обслуживанием и ремонтом транспорта. Головной офис компании расположен в Софии, сборка ведётся в Ловечской области.
92 % акций компании принадлежит основателю, Грише Ганчеву, 8 % акций — Корпоративному коммерческому банку.

## Производимые модели
С февраля 2012 года компанией производилась серия Voleex C10 по технологии CKD, с первой половины 2013 года в число производимых моделей вошла Steed 5, с ноября 2013 года — Hover H6. Первые две модели вместе с Hover H5 продавались на болгарском рынке в первую очередь, а с 2013 года Litex Motors занялась продажей моделей Hover 6, Voleex C30 и Voleex C20R.
В Болгарии есть 12 региональных офисов Litex Motors, а первый зарубежный дилер компании появился в ноябре 2012 году в Республике Македонии.
В первый год был собрано более 1 тысячи экземпляров автомобилей Voleex C10, и в декабре 2013 года первая партия автомобилей была экспортирована в Италию (на одном из мероприятий по испытаниям автомобилей для экспорта присутствовал премьер-министр Драгомир Стойнев). Исполнительный директор Илия Терзиев сообщил, что к тому моменту были собраны 2170 автомобилей. С августа 2014 года начался экспорт в Румынию, ставший первым шагом компании на пути на рынок Восточной Европы. В январе 2015 года в Сербии было открыто представительство компании на одной из выставок. По состоянию на январь 2015 года, компания продаёт ежегодно 5 тысяч машин (модели Hover H6 и Steed 5), с 2016 года планируется повысить число продаваемых до 8 тысяч.

## Завод
Завод Litex Motors, на котором проводится сборка автомобилей, находится в деревне Баховица недалеко от города Ловеч. Он был открыт 21 февраля 2012 премьер-министром Бойко Борисовым. Общая площадь завода составляет 500 тыс. км².